# روبرتو اولابه (بازیکن فوتبال، زاده ۱۹۶۷)
روبرتو اولابه (انگلیسی: Roberto Olabe؛ زادهٔ ۲۰ اکتبر ۱۹۶۷) بازیکن فوتبال اهل اسپانیا است.
از باشگاه‌هایی که در آن بازی کرده‌است می‌توان به باشگاه فوتبال رئال سوسیداد، باشگاه فوتبال دپورتیوو آلاوس، و باشگاه فوتبال میراندس اشاره کرد.